# Мандаринка
Мандаринка (лат. Aix galericulata) је животињска врста из породице пловки. Може се наћи у источном и југоисточном делу Азије и северозападном делу Европе.

## Опис
Одрасли мужјак има црвени кљун, велики бели полумесец изнад ока и црвенкасто лице и бркове. Груди мужјака су љубичасте боје са две вертикалне беле пруге, бокови су румени, а позади има два наранџаста пера. Женка има бели прстен и пругу која се повлачи од ока и има малу белу пругу на боку и блед врх на кљуну.
Величина је између 41 и 49 цм са распоном крила од 65 до 75 цм.